# Lukáš Vantuch
Lukáš Vantuch (* 20. července 1987 Jihlava) je český hokejový útočník, který od roku 2019 hraje v německé DEL2. Mimo Česko působil na klubové úrovni také v Kanadě.

## Jednotlivé sezony
- 2001-02 HC Dukla Jihlava - mládež
- 2002-03 Bílí Tygři Liberec - dorost, junioři
- 2003-04 Bílí Tygři Liberec - dorost, junioři
- 2004-05 Bílí Tygři Liberec - junioři
- 2005-06 Calgary Hitmen (WHL)
- 2006-07 Lethbridge Hurricanes (WHL)
- 2007-08 Bílí Tygři Liberec (ELH), HC Vrchlabí (1. liga)
- 2008-09 Bílí Tygři Liberec (ELH), HC Benátky nad Jizerou (1. liga)
- 2009-10 Bílí Tygři Liberec (ELH), HC Benátky nad Jizerou (1. liga)
- 2010-11 Bílí Tygři Liberec (ELH)
- 2011-12 Bílí Tygři Liberec (ELH)
- 2012-13 Bílí Tygři Liberec (ELH), HC Benátky nad Jizerou (1. liga), HC Sparta Praha (ELH)
- 2013-14 Landshut Cannibals (NĚM - 2. Bundesliga)
- 2014-15 Landshut Cannibals (NĚM - 2. Bundesliga), Mountfield HK (ELH)
- 2015-16 Mountfield HK (ELH), HC Stadion Litoměřice (1. liga), HC Verva Litvínov (ELH)
- 2016-17 Bílí Tygři Liberec (ELH)
- 2017-18 Bílí Tygři Liberec (ELH)
- 2018-19 Piráti Chomutov (ELH)

## Reprezentační kariéra
- 2003-04 Česko "17"
- 2004-05 Česko "18"
- 2005-07 Česko "20"
- 2010-11 Česko